# Stanisław Trybuła
Stanisław Czesław Trybuła (Rafałówka, 2 de janeiro de 1932 — Wrocław, 28 de janeiro de 2008) foi um matemático polonês.